# Lorena Álvarez (música)
Lorena Álvarez (San Antolín de Ibias, Asturias, 12 de mayo de 1983) es una compositora y cantante española de folk. 

## Trayectoria artística
Vinculada durante años al mundo de la pintura, a partir de 2010 decide comenzar a componer música que comparte entre amigos y familiares. Animada por el éxito de esta termina publicando en 2012 su primera colección de canciones bajo el título La cinta con el sello Sones en formato casete, regalando con el álbum un walkman de bajo coste para que cualquiera pudiera escucharlo. Posteriormente, en el mismo sello y en el mismo 2012, publica la versión en vinilo y CD de dicho álbum bajo el título Anónimo. Su creciente popularidad -ese 2012 toca en el Primavera Sound- hace que sea telonera de Julieta Venegas y que acompañe a Nacho Vegas en varios conciertos del cantante asturiano.
En 2014, en el Círculo de Bellas Artes de Madrid, acompañada por el coro de "La Dinamo" graba en directo el EP en formato 10" Dinamita, el cual será publicado por el sello Producciones Doradas ese mismo año. En 2018 colabora en el disco de Soleá Morente Ole Lorelei. Entre 2014 y 2019 se dedica a componer los temas de su álbum Colección de canciones sencillas, publicado finalmente en junio de 2019 en el sello Elsegell en formato CD y LP.
Su influencia principal es el grupo Vainica Doble, aunque en su síntesis de indie pop y música tradicional ella misma reconoce el ascendente de Violeta Parra, Leonard Cohen y Patti Smith.
Además de las composiciones, es autora de los diseños de sus discos así como de las ilustraciones que aparecen en ellas, mostrando en las entrevistas que tiene relevante implicación y cuidado en este aspecto de la publicación de su obra.

## Discografía
- La cinta. (Lorena Álvarez). Cinta de casete. Sones 2012[6]
- Anónimo. (Lorena Álvarez y su banda municipal) CD y LP. Sones, 2012[7]
- Dinamita. (Lorena Álvarez y el coro de la Dinamo).  CD y LP. Producciones Doradas, 2014[4]
- Colección de canciones sencillas. (Lorena Álvarez). CD y LP. Elsegell, 2019
- Lorena Álvarez y los Rondadores de La Val D´Echo. (Lorena Álvarez y los Rondadores de La Val D´Echo). LP 10". El Volcán Música, 2021